# اکسانگور، مرزیفان
اکسانگور، مرزیفان (به لاتین: Aksungur, Merzifon) یک منطقهٔ مسکونی در ترکیه است که در استان آماسیه واقع شده‌است.

## خصوصیات
اکسانگور ۲۶۰ نفر جمعیت دارد و ۸۰۰ متر بالاتر از سطح دریا واقع شده‌است.